# L'Orgueilleuse
Pour plus de détails, voir Fiche technique et Distribution.
L'Orgueilleuse (Madame Peacock) est un film américain réalisé par Ray C. Smallwood, sorti en 1920.

## Fiche technique
- Titre : L'Orgueilleuse
- Titre original : Madame Peacock
- Réalisation : Ray C. Smallwood
- Scénario : Rita Weiman (en) et Alla Nazimova
- Photographie : Rudolph J. Bergquist
- Production : Alla Nazimova
- Pays d'origine : États-Unis
- Format : Noir et blanc - 1,33:1 - Film muet
- Genre : drame
- Date de sortie : 1920

## Distribution
- Alla Nazimova : Jane Goring / Gloria Cromwell
- George Probert : Robert McNaughton
- John Steppling : Rudolph Cleeberg
- William Orlamond : Lewis
- Rex Cherryman (en) : Thorne
- Gertrude Claire